# ليندسي كارسون
ليندسي كارسون هو لاعب هوكي الجليد كندي، ولد في 21 نوفمبر 1960 في Oxbow, Saskatchewan ‏ في كندا.

## وصلات خارجية
- ليندسي كارسون على موقع دوري الهوكي الوطني (الإنجليزية)
- ليندسي كارسون على موقع قاعة مشاهير الهوكي (لاعب أن.إتش.أل) (الإنجليزية)
- ليندسي كارسون على موقع EliteProspects.com (الإنجليزية)
- ليندسي كارسون على موقع HockeyDB.com (الإنجليزية)
- ليندسي كارسون على موقع Hockey-Reference.com (الإنجليزية)